# Scottish League Cup 2014/15
Der Scottish League Cup wurde 2014/15 zum 69. Mal ausgespielt. Der schottische Ligapokal, der unter den Teilnehmern der Premiership, Championship sowie der League One und League Two ausgetragen wurde, begann am 2. August 2014 und endete mit dem Finale am 15. März 2015 im Hampden Park von Glasgow. Wurde in einem Duell nach 90 Minuten plus Verlängerung kein Sieger gefunden, wurde das Spiel im Elfmeterschießen entschieden. Als Titelverteidiger startete der FC Aberdeen in den Wettbewerb, der im Vorjahr das Finale gegen Inverness Caledonian Thistle durch Elfmeterschießen gewann. In den Halbfinalspielen kam es neben dem Old-Firm-Derby zwischen Celtic Glasgow und den Rangers, auch zum New Firm zwischen dem Titelverteidiger aus Aberdeen und Dundee United. In ihren jeweiligen Derbys setzten sich Celtic und United durch. Die beiden Vereine standen sich am 15. März 2015, erst zum zweiten Mal nach 1998 in einem Finalspiel um den schottischen Ligapokal gegenüber. Für Celtic war es zudem das 30. Ligapokalfinale insgesamt, für United das siebte. Celtic feierte durch einen 2:0-Finalsieg gegen United durch Tore von Kris Commons und James Forrest seinen 15. Titel im Ligapokal seit deren letzten Sieg im Jahr 2009. Für den Verein aus Dundee war es die fünfte Niederlage in einem Finale des Ligapokals in Folge. Die Siegertrophäe wurde Kapitän Scott Brown durch Edelfan Rod Stewart überreicht.

## Termine
Die Spielrunden werden an folgenden Terminen ausgetragen:
- 1. Runde: 2. August 2014 (Sa.)
- 2. Runde: 26./27. August 2014 (Di./Mi.)
- 3. Runde: 23./24. September 2014 (Di./Mi.)
- Viertelfinale: 28./29. Oktober 2014 (Di./Mi.)
- Halbfinale: 31. Januar/1. Februar 2015 (Sa./So.)
- Finale: 15. März 2015 (So.)

## Teilnehmende Mannschaften
Am Wettbewerb nahmen folgende 42 Mannschaften teil:
| Premiership 12 Vereine der Saison 2014/15 | Championship 10 Vereine der Saison 2014/15 | League One 10 Vereine der Saison 2014/15 | League Two 10 Vereine der Saison 2014/15 |
| Celtic Dundee United FC Aberdeen FC Dundee FC Kilmarnock FC Motherwell FC St. Johnstone FC St. Mirren Hamilton Academical Inverness CT Partick Thistle Ross County | Alloa Athletic FC Cowdenbeath FC Dumbarton FC Falkirk FC Livingston Glasgow Rangers Heart of Midlothian Hibernian Edinburgh Queen of the South Raith Rovers | Airdrieonians FC Ayr United Brechin City Dunfermline Athletic FC Peterhead Forfar Athletic FC Stenhousemuir FC Stranraer Greenock Morton Stirling Albion | Albion Rovers Annan Athletic Berwick Rangers Elgin City FC Arbroath FC Clyde FC East Fife FC East Stirlingshire FC Montrose FC Queen’s Park |

## 1. Runde
Ausgetragen wurden die Begegnungen am 2. und 26. August 2014.
|                       | Ergebnis              |                  |
| --------------------- | --------------------- | ---------------- |
| Queen of the South    | 5:0                   | Elgin City       |
| Brechin City          | 0:1                   | FC Dumbarton     |
| Dunfermline Athletic  | 5:1                   | Annan Athletic   |
| FC Queen’s Park       | 1:2                   | Glasgow Rangers  |
| Greenock Morton       | 2:1                   | Berwick Rangers  |
| FC Montrose           | 1:3                   | FC Falkirk       |
| Raith Rovers          | 4:2 n. V.             | Forfar Athletic  |
| Albion Rovers         | 0:0 n. V. (3:4 i. E.) | FC Livingston    |
| Hamilton Academical   | 2:1                   | FC Arbroath      |
| FC East Stirlingshire | 0:4                   | Ayr United       |
| FC Dundee             | 4:0                   | FC Peterhead     |
| FC Clyde              | 1:2                   | FC Cowdenbeath   |
| FC Stranraer          | 1:0                   | FC East Fife     |
| Airdrieonians FC      | 1:3                   | FC Stenhousemuir |
| Alloa Athletic        | 1:0                   | Stirling Albion  |

## 2. Runde
Ausgetragen wurden die Begegnungen am 26. August und 16. Sepmeber 2014.
|                     | Ergebnis              |                      |
| ------------------- | --------------------- | -------------------- |
| Hibernian Edinburgh | 3:2                   | FC Dumbarton         |
| Greenock Morton     | 0:1                   | Partick Thistle      |
| FC Falkirk          | 0:0 n. V. (4:3 i. E.) | FC Cowdenbeath       |
| Glasgow Rangers     | 1:0                   | Inverness CT         |
| Hamilton Academical | 4:1                   | Alloa Athletic       |
| FC Stranraer        | 1:2                   | Ross County          |
| FC Dundee           | 4:0                   | Raith Rovers         |
| FC Livingston       | 1:0 n. V.             | Queen of the South   |
| FC Kilmarnock       | 1:0                   | Ayr United           |
| FC Stenhousemuir    | 1:2                   | Heart of Midlothian  |
| FC St. Mirren       | 2:1                   | Dunfermline Athletic |

## 3. Runde
Ausgetragen wurden die Begegnungen am 23. und 24. September 2014.
|                     | Ergebnis              |                     |
| ------------------- | --------------------- | ------------------- |
| Dundee United       | 1:0                   | FC Dundee           |
| FC Falkirk          | 1:3                   | Glasgow Rangers     |
| Ross County         | 0:2                   | Hibernian Edinburgh |
| FC Kilmarnock       | 0:1                   | FC St. Johnstone    |
| FC Aberdeen         | 4:0                   | FC Livingston       |
| Partick Thistle     | 1:0 n. V.             | FC St. Mirren       |
| Celtic Glasgow      | 3:0                   | Heart of Midlothian |
| Hamilton Academical | 0:0 n. V. (6:5 i. E.) | FC Motherwell       |

## Viertelfinale
Ausgetragen wurden die Begegnungen am 28. und 29. Oktober 2014.
|                     | Ergebnis              |                     |
| ------------------- | --------------------- | ------------------- |
| Glasgow Rangers     | 1:0                   | FC St. Johnstone    |
| Hibernian Edinburgh | 3:3 n. V. (6:7 i. E.) | Dundee United       |
| FC Aberdeen         | 1:0                   | Hamilton Academical |
| Celtic Glasgow      | 6:0                   | Partick Thistle     |

## Halbfinale
Ausgetragen wurden die Begegnungen am 31. Januar und 1. Februar 2015 im Hampden Park von Glasgow.
|                | Ergebnis |                 |
| -------------- | -------- | --------------- |
| Dundee United  | 2:1      | FC Aberdeen     |
| Celtic Glasgow | 2:0      | Glasgow Rangers |

## Finale
| Dundee United                                                   | Dundee United | Celtic Glasgow | Celtic Glasgow |
| --------------------------------------------------------------- | --- | --- | -------------- |
| Dundee United                                                   | \| 15. März 2015 um 16:00 Uhr (Ortszeit) in Glasgow (Hampden Park) \| \| Ergebnis: 0:2 (0:1) \| \| Zuschauer: 49.259 \| \| Schiedsrichter: Bobby Madden \| \| Spielbericht \|                                                  | \| 15. März 2015 um 16:00 Uhr (Ortszeit) in Glasgow (Hampden Park) \| \| Ergebnis: 0:2 (0:1) \| \| Zuschauer: 49.259 \| \| Schiedsrichter: Bobby Madden \| \| Spielbericht \|                                                                                             | Celtic Glasgow |
| Dundee United                                                   | Radosław Cierzniak – Sean Dillon, Callum Morris, Jarosław Fojut, Paul Dixon – Ryan McGowan, Calum Butcher, Paul Paton (62. Chris Erskine), John Rankin – Ryan Dow, Mario Bilate (59. Henri Anier) Cheftrainer: Jackie McNamara | Craig Gordon – Efe Ambrose, Jason Denayer, Virgil van Dijk, Emilio Izaguirre – Scott Brown , Nir Biton (82. Liam Henderson), Kris Commons (69. James Forrest), Stefan Johansen – Anthony Stokes, Leigh Griffiths (69. John Guidetti) Cheftrainer: Ronny Deila ( Norwegen) | Celtic Glasgow |
| Dundee United                                                   | 0:1 Kris Commons (28.) 0:2 James Forrest (79.) | | Celtic Glasgow |
| Dundee United                                                   | Ryan McGowan (34.) | | Celtic Glasgow |
| Dundee United                                                   | Paul Dixon (56.) | | Celtic Glasgow |
| Dundee United                                                   | James Forrest verschießt Elfmeter (85.) | | Celtic Glasgow |
| Dundee United                                                   | Spieler des Spiels: Stefan Johansen | | Celtic Glasgow |
| 15. März 2015 um 16:00 Uhr (Ortszeit) in Glasgow (Hampden Park) | | |                |
| Ergebnis: 0:2 (0:1)                                             | | |                |
| Zuschauer: 49.259                                               | | |                |
| Schiedsrichter: Bobby Madden                                    | | |                |
| Spielbericht                                                    | | |                |